# سكوت سميث (لاعب كرة قدم)
سكوت سميث (بالإنجليزية: Scott Smith)‏ (6 مارس 1975 بكرايستشرش في نيوزيلندا - ) هو لاعب كرة قدم نيوزلندي في مركز الدفاع. شارك مع منتخب نيوزيلندا لكرة القدم. أما مع النوادي، فقد لعب مع نادي روذرهام يونايتد ونادي كيترينغ تاون ونادي وكينغ ونادي كينغستونيان وBasingstoke Town F.C. ‏ وBisley F.C. ‏.

## وصلات خارجية
- سكوت سميث على موقع الاتحاد الدولي (مؤرشف)  (الإنجليزية)
- سكوت سميث على موقع قاعدة بيانات كرة القدم.إي يو (الإنجليزية)
- سكوت سميث على موقع ناشيونال فوتبول تيمز (الإنجليزية)